# Paràsit subantàrtic
El paràsit subantàrtic (Stercorarius antarcticus) és una espècie d'ocell de la família dels làrids (Stercorariidae) que habita les costes de l'Argentina, la península Antàrtica, les illes Malvines, Gough, Tristan da Cunha i altres illes circumpolars, i es dispersa pel mar fins a l'Antàrtida, Sud-àfrica i Nova Zelanda.